# Cuba (freguesia)
Pour les articles homonymes, voir Cuba (homonymie).
Cuba est une paroisse civile portugaise (en portugais : freguesia) de la municipalité de Cuba dans le district de Beja.

## Géographie
Cuba est située au nord de Beja dans le Bas Alentejo.

## Démographie
Lors du recensement de 2021, Cuba compte 3 092 habitants. Elle comprend ainsi la majorité de la population de la municipalité de Cuba, qui réunit 4 373 habitants sur quatre paroisses.